# Latifundium
A latifundium jelentése: nagybirtok.

## Jellemzői
Nagy kiterjedésű magánbirtok, általában összefüggő területen. Főként rabszolgák művelték a területeket, amelyeken különösen jelentős volt az állattartás.

## Elterjedése
Ezt a gazdálkodási formát először a Római Birodalom idejében jegyezték fel az i. e. 2. században. A késő ókorban számuk dinamikusan növekedett, a Nyugatrómai Birodalomban visszaszorították a kis és közepes földbirtokokat. Ma Latin-Amerikában létezik hasonló, bár nem konkrétan rabszolgatartásra, hanem a szabad, de kiszolgáltatott olcsó munkaerőre épül. A 19–20. század fordulóján Magyarországon is közszájon forgott a kifejezés.